# Matthew Prior
Matthew Prior (ur. 21 lipca 1664 w Londynie, zm. 18 września 1721 w Wimpole) – brytyjski poeta i dyplomata.

## Życiorys
Prior kształcił się w St John’s College na Uniwersytecie Cambridge . Był głównym negocjatorem pokoju w Utrechcie. Podobnie jak jego mocodawca – Henry St John, 1. wicehrabia Bolingbroke, krytykowany był za zbyt daleko idące ustępstwa wobec strony francuskiej. Wig Robert Walpole odwołał go ze stanowisk i zamknął na dwa lata w więzieniu za „zdradę stanu” (1715–1717). Była to prawdopodobnie zemsta za umieszczenie Walpole’a w więzieniu na miesiąc w 1712.
Robert Harley, 1. hrabia Oxford i Mortimer podarował w 1718 Priorowi 4000 gwinei w uznaniu jego zasług literackich.
Pisał w stylu klasycznego poety francuskiego Nicolas Boileau. Inny poeta i również Torys Alexander Pope chwalił jego poezje, lecz nie doceniał jego talentów politycznych. Torys z przekonania. Przyjacielem Priora był Jonathan Swift.

## Dzieła
- poemat Alma; or, The Progress of the Mindund Solomon, and other Poems on several Occasions